# 한국동물용의약품판매협회
한국동물용의약품판매협회는 동물용의약품의 판매체계와 거래질서 확립으로 축산업과 국민건강보호에 기여 목적으로 2000년 6월 20일 설립된 대한민국 농림축산식품부 소관의 사단법인이다. 사무실은 경기도 수원시 팔달구 정조로 757-1, 201호 (중동, 백석빌딩)에 있다.

## 주요 사업
- 동물약품 유통질서 확립 및 품질향상방안
- 자율방역단 편성 상설화로 긴급방역 동원체제 구축요가축전염병
- 국가 및 지방자치단체 위탁사업 확대(조사․예찰․감사 등)
- 회원사 홍보․교육 및 관련정보 제공
- 기타 회원권익보호를 위한 자체사업